# Nikon F55

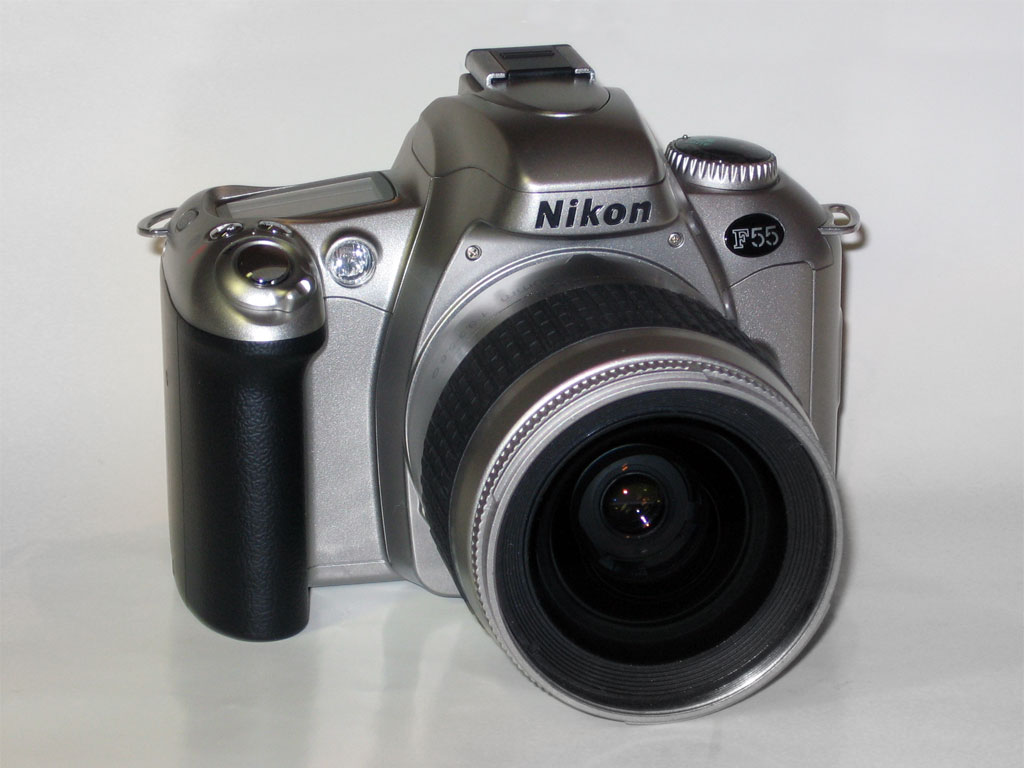
Nikon F55

Nikon F55 är en analog spegelreflexkamera av systemkameratyp med autofokus tillverkad av Nikon. Kameran började säljas 2002.